# Albert Bonnard
Pour les articles homonymes, voir Bonnard.
 (juillet 2024).
Albert Bonnard, né le 16 janvier 1858 à Begnins et mort à Genève le 7 mars 1917, est un avocat, journaliste et politicien vaudois.

## Biographie
Originaire de Nyon et d'Arnex-sur-Nyon, Albert Bonnard suit sa scolarité à Nyon et à Lausanne, puis étudie le droit à Lausanne. En 1879, il passe sa thèse et devient avocat 1882.
De 1882 à 1910, Albert Bonnard est rédacteur à la Gazette de Lausanne, puis quitte le journal pour cause de divergences de vue avec son rédacteur en chef Édouard Secretan. De 1910 à 1917, il est rédacteur en chef du Journal de Genève, mais également collaborateur de la Bibliothèque universelle et de la Semaine littéraire. 
Homme politique, Albert Bonnard est député au Grand Conseil de 1901 à 1910. Auteur d'articles, un choix de ses articles a été publié dans deux recueils posthumes : Le Témoignage d'un citoyen (1918) et Pages d'histoire contemporaine (1920). Il est chevalier de la légende d'honneur ainsi que lieutenant d'infanterie. Le 2 novembre 1900, Albert Bonnard est fait membre d'honneur de la société Belles-Lettres.

## Sources
- « Albert Bonnard », sur la base de données des personnalités vaudoises sur la plateforme « Patrinum » de la Bibliothèque cantonale et universitaire de Lausanne.
- Fonds d'archives Fonds BCUL.
- Belles Lettres de Lausanne Livre d'or du 175e anniversaire, 470.
- Patrie suisse, 1917, no 613, p. 60-61.
- Alain Clavien Histoire de la Gazette de Lausanne, 1997.